# 목포 경동성당
목포 경동성당은 대한민국 전라남도 목포시 동양척식목포지점 뒤쪽의 가까운 거리에 위치하고 있다. 2012년 5월 21일 목포시의 문화유산 제22호 천주교 경동성당으로 지정되었다가, 2019년 12월 9일 대한민국의 국가등록문화재 제764호로 지정되었다.

## 개요
동양척식목포지점 뒤쪽의 가까운 거리에 위치하고 있다. 1951년 5월 8일 대지 599평을 목포시로부터 매입해 1952년 11월에 본당 및 사제관 공사를 시작하여, 1953년 1월 15일에 사제관이 먼저 준공되었고 본당은 1954년 7월 7일에 완공되었다. 1966년 3월에는 본당 정면이 지반 침하로 균열이가 전면부를 완전 해체하고 현재의 모습으로 새로 개축 되었다. 성당 외관 전체를 돌로 사용해서 국내에서 보기 어려운 독특한 모습이다. 사진에 보이는 전면부 외 나머지 부분은 건립 당시의 모습을 그대로 갖추고 있다. 교회 부지 내에는 추후 지어진 유치원과 부속 건물이 있다. 성당 측에서는 원래 처음에 지어졌던 교회의 모습이 건축 구조나 역사적으로 보존 가치가 더 높다고 보고 앞으로 문화재청과 협의하여 개축된 성당 전면부 및 종탑 등을 원형대로 복원할 계획이다.

## 국가등록문화재 지정 사유
목포 경동성당은 오늘날 신안군 관할 내 도서지방의 선교활동을 위해 아일랜드의 '성 골롬반외방선교회'의 지원을 받아 1954년 건립된 성당으로써, 목포지역에 현존하는 가장 오래된 성당 건물이다. 목포 해안의 항구 중심지역에 위치하고 있으며, 웅장한 외관형태를 가진 석조 건물로서 지역사회에서 당시 원도심 지역을 대표하는 건축물 중 한곳으로 평가되는 등 종교사적 및 지역사적 측면에서 가치가 높다.

## 참고 자료
- 목포 경동성당 - 국가유산청 국가유산포털